# نیروی حیوان خانگی گارفیلد
نیروی حیوان خانگی گارفیلد (انگلیسی: Garfield's Pet Force) یک فیلم است که در سال ۲۰۰۹ منتشر شد.